# Spanisch-Formosa

Europäische Besitzungen auf Taiwan im 17. Jahrhundert

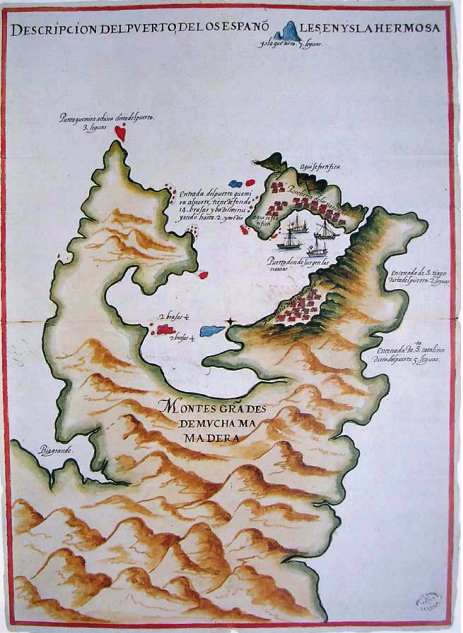
Karte des Hafens von Keelung, 1626

Spanisch-Formosa, spanisch Hermosa española, chinesisch 西屬艾爾摩莎 Xīshǔ Àiěrmóshā, war eine zwischen 1626 und 1642 bestehende spanische Kolonie im Norden der Insel Taiwan (den Europäern als Formosa bekannt).

## Anfänge
Vor dem Hintergrund des Achtzigjährigen Krieges zwischen der Republik der Vereinigten Niederlande und dem Königreich Spanien entfaltete sich der Konflikt zwischen den verfeindeten Seiten auch in Ostasien. Während die Spanier seit Mitte des 16. Jahrhunderts über eine Machtbasis auf den Philippinen verfügten (Spanisch-Ostindien mit der Hauptstadt Manila), etablierte sich die Niederländische Ostindien-Kompanie (VOC) seit Anfang des 17. Jahrhunderts durch die Eroberung portugiesischer Besitzungen und die Gründung eigener Stützpunkte in Indien, auf Sri Lanka und im Malaiischen Archipel (Niederländisch-Indien mit der Hauptstadt Batavia). Zudem kontrollierten die Niederländer durch Niederlassungen in Hirado und später Dejima den europäischen Handel mit Japan.
Im Wettlauf um Einfluss und strategische Stützpunkte für den Handel mit China und Japan gründete die VOC im Jahr 1624 eine Kolonie in Südtaiwan, deren Machtzentrum das Fort Zeelandia war. Die Spanier antworteten mit der Gründung zweier Stützpunkte an der Nordspitze der Insel, nämlich des Forts San Salvador im Nordosten auf dem Gebiet des heutigen Keelung (1626) und des Forts Santo Domingo im Nordwesten, im heutigen Tamsui (1628). Die Hauptsiedlung in Keelung wurde Santíssima Trinidad genannt.
Die Spanier begannen mit der Besteuerung von taiwanischen Ureinwohnern und chinesischen Händlern und Siedlern sowie der Verbreitung des christlichen Glaubens. Mithilfe von Sklaven und Ureinwohnern wurden Schwefel und, in geringem Umfang, durch Goldwaschen erlangtes Gold gewonnen. Es wird geschätzt, dass die spanische Kolonie zur Zeit ihres Gouverneurs Alonso García Romero (1634–1635) auf ihrem Höhepunkt war.

## Ende
Die Besitzung auf Formosa warf kaum Gewinn ab und hatte nicht den strategischen Wert, den man sich von ihr versprochen hatte. Die Regierung in Manila, die ihre Ressourcen lieber auf den Philippinen einsetzte, reduzierte die Garnisonen auf Taiwan, die über immer weniger Soldaten verfügten. Aus Mangel an Kräften wurde das Fort San Domingo 1638 sogar kurzzeitig aufgegeben.
Im Jahr 1641 unternahmen die Niederländer einen ersten erfolglosen Versuch, den Norden Taiwans zu erobern. Im August 1642 zogen sie mit etwa 500 Soldaten erneut gegen Keelung. Die dortige Garnison, die nur noch aus 50 Spaniern und 30 Philippinern bestand, kapitulierte nach sechstägigem Widerstand und die Spanier mussten Taiwan verlassen. Die Niederländer waren damit die vorherrschende Macht auf der Insel, bis sie selbst 1662 durch Zheng Chenggong vertrieben wurden.